# 景龍之變
景龍之變是唐中宗時代一場兵變。景龍元年（707年），中宗太子李重俊等人起兵襲殺權臣武三思與武崇訓等人，因士卒倒戈事敗，李重俊亦被殺。

## 背景

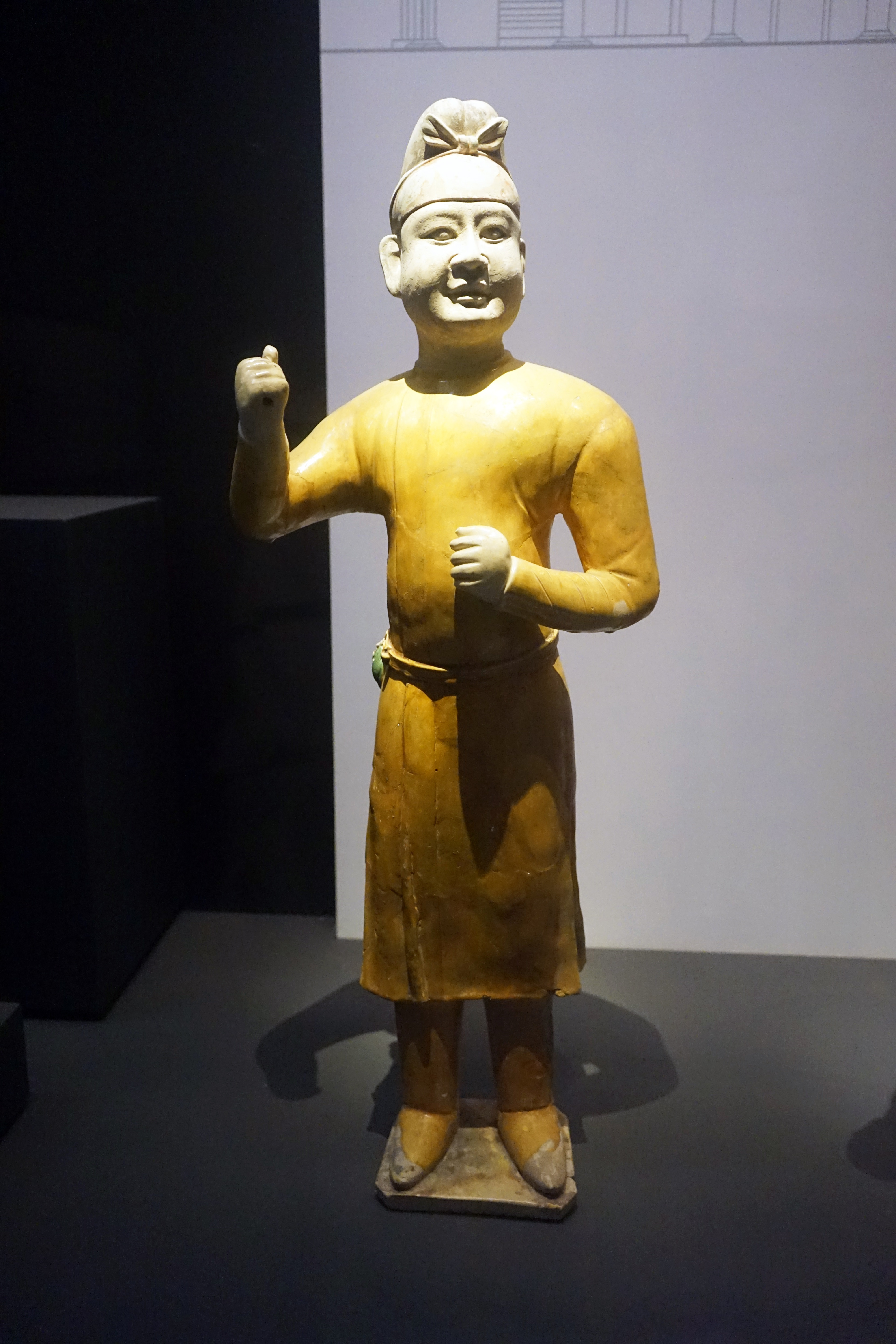
三彩牵馬俑，節愍太子墓出土

神龍二年（706年）秋，李重俊立為皇太子，但重俊並非韋皇后所生，頗受韋后猜忌，重俊的太傅也不稱職。後來，中宗愛女安樂公主想當皇儲，視重俊為眼中釘，呼之為奴，重俊地位更加危險。

## 過程
景龍元年（707年）七月，重俊與兵部尚書魏元忠通謀，命左金吾大將軍成王李千里、左羽林大將軍李多祚、右羽林將軍李思沖、李承況、獨孤禕之、沙吒忠義等人，矯詔以左右羽林兵及千騎三百餘人發動兵變。
重俊先殺韋后親信武三思、武崇訓父子於其宅第，殺武三思黨羽十餘人，又派成王李千里分兵守宮城諸門，重俊親自率兵自肅章門斬關而入，欲殺韋皇后、安樂公主與上官婉兒等人，不幸被守城的左羽林將軍劉仁景等攔阻於玄武門外。唐中宗呼喊：「你們諸位都是我的勇士，何苦要造反呢？若能歸順，斬了多祚等人，就給你各位富貴。」試圖以重賞要求士兵歸順。軍官王歡喜等人倒戈，斬殺李多祚、李承況、獨孤禕之、沙吒忠義等於樓下，餘黨潰散。
李重俊兵變失敗後，帶下屬百餘騎從肅章門出長安，奔終南山而去。中宗令果毅軍將領趙思慎率輕騎追之。李重俊最終於鄠縣（今日陝西省戶縣）西十餘里，為左右所殺。唐中宗伐取其首級祭祀太廟，再拿到三思、崇訓的棺木前祭祀。

## 後續
李重俊被殺後，沒人敢靠近，只有永和縣縣丞甯嘉勗以衣服包裹其首級痛哭，宗楚客大怒，將甯貶死。魏元忠因為與重俊通謀，亦貶，卒於涪陵。
710年十月，新登基的唐睿宗将武三思剖棺戮尸，追谥李重俊为节愍太子，太府少卿韦凑上书质疑，认为李重俊发兵逼宫，胁迫父皇，危及社稷，行为无礼，只可被宽恕，不可被昭雪，李多祚等追随者也不为无罪，并举了同样与父皇兵戎相见却不曾胁迫父皇的西汉太子刘据在孙子当了皇帝之后尚且被谥为“戾”的例子，请求改李重俊谥号，以免乱臣贼子引以为例效仿。儘管睿宗认为他说得很对，但宰相们觉得诏命已经下达，因此没有追改李重俊的谥号，只是停止了对李多祚等人的赠官。